# Chontal de Tequisistlan
Le chontal de Tequisistlan est une langue amérindienne de la famille des langues tequistlatèques parlée au Mexique. La langue est éteinte.

## Classification
Le chontal de Tequisistlan était un des trois parlers du chontal de l'Oaxaca et se parlait à Tequisistlan, dans l'Oaxaca. Plus proche du chontal des basses terres que de celui des hautes terres, il a été étudié par de Angulo et Freeland (1925) avant qu'il s'éteint. 